# Преображенка (Новгородская область)
Преображенка — деревня в Батецком районе Новгородской области России. Входит в состав Батецкого сельского поселения.

## География
Деревня находится в северо-западной части Новгородской области, в зоне хвойно-широколиственных лесов, на левом берегу реки Рык (приток реки Тресны), при автодороге 49Н-0101, на расстоянии примерно 13 километров (по прямой) к юго-востоку от посёлка Батецкого, административного центра района. Абсолютная высота — 67 метров над уровнем моря.

### Часовой пояс
Деревня Преображенка, как и вся Новгородская область, находится в часовой зоне МСК (московское время). Смещение применяемого времени относительно UTC составляет +3:00.

## Население
| 2010 |
| ---- |
| 4    |

Половой состав
По данным Всероссийской переписи населения 2010 года в гендерной структуре населения мужчины составляли 25 %, женщины — соответственно 75 %.

Согласно результатам переписи 2002 года, в национальной структуре населения русские составляли 86 % из 14 чел.